# Bergères-lès-Vertus
Bergères-lès-Vertus è un comune francese di 582 abitanti situato nel dipartimento della Marna nella regione del Grand Est.

## Società

### Evoluzione demografica
Abitanti censiti